# Керована авіаційна бомба

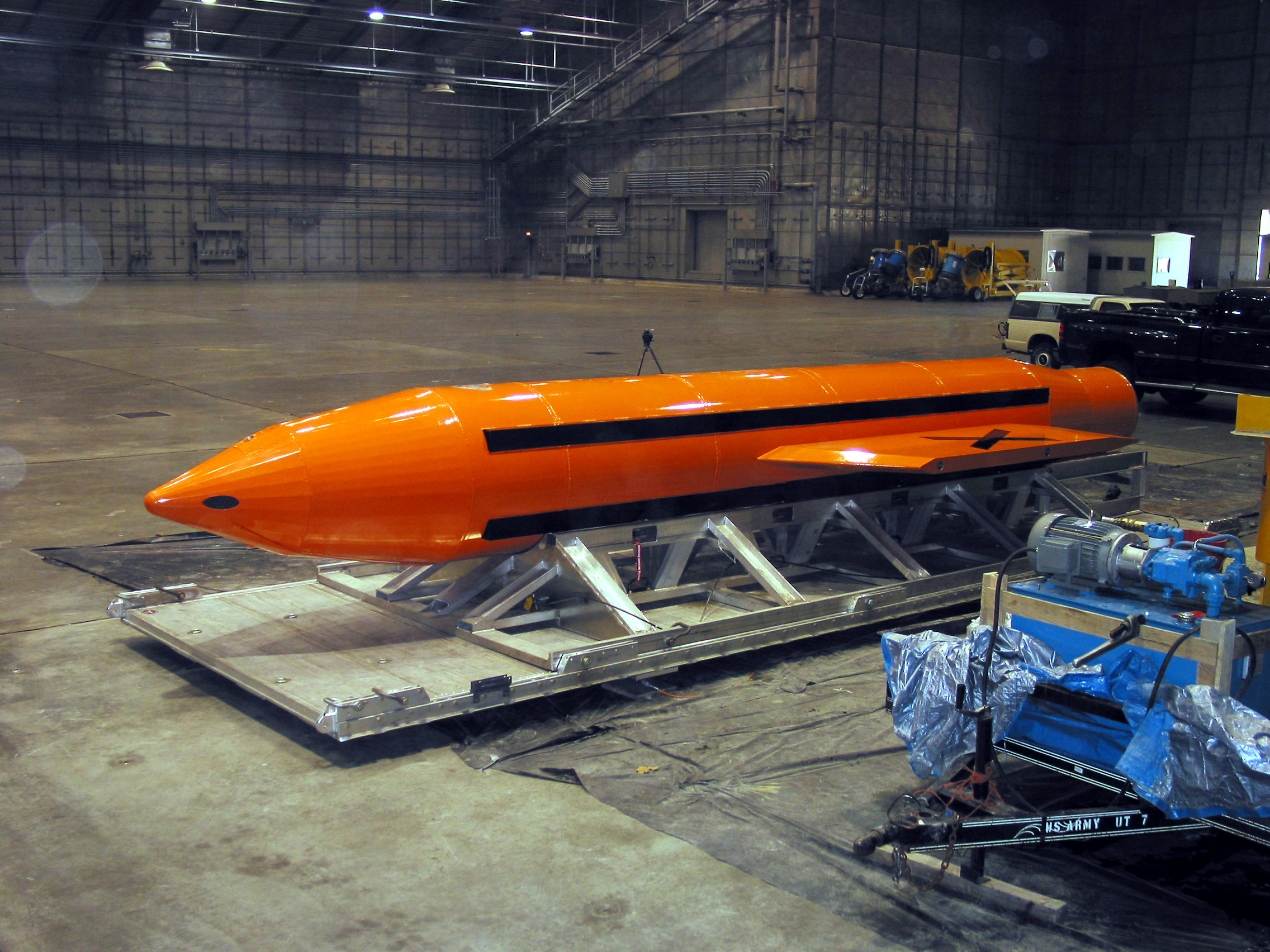
Американська фугасна авіаційна бомба, оснащена системою супутникового наведення, одна з найбільших авіаційних бомб в історії авіації.

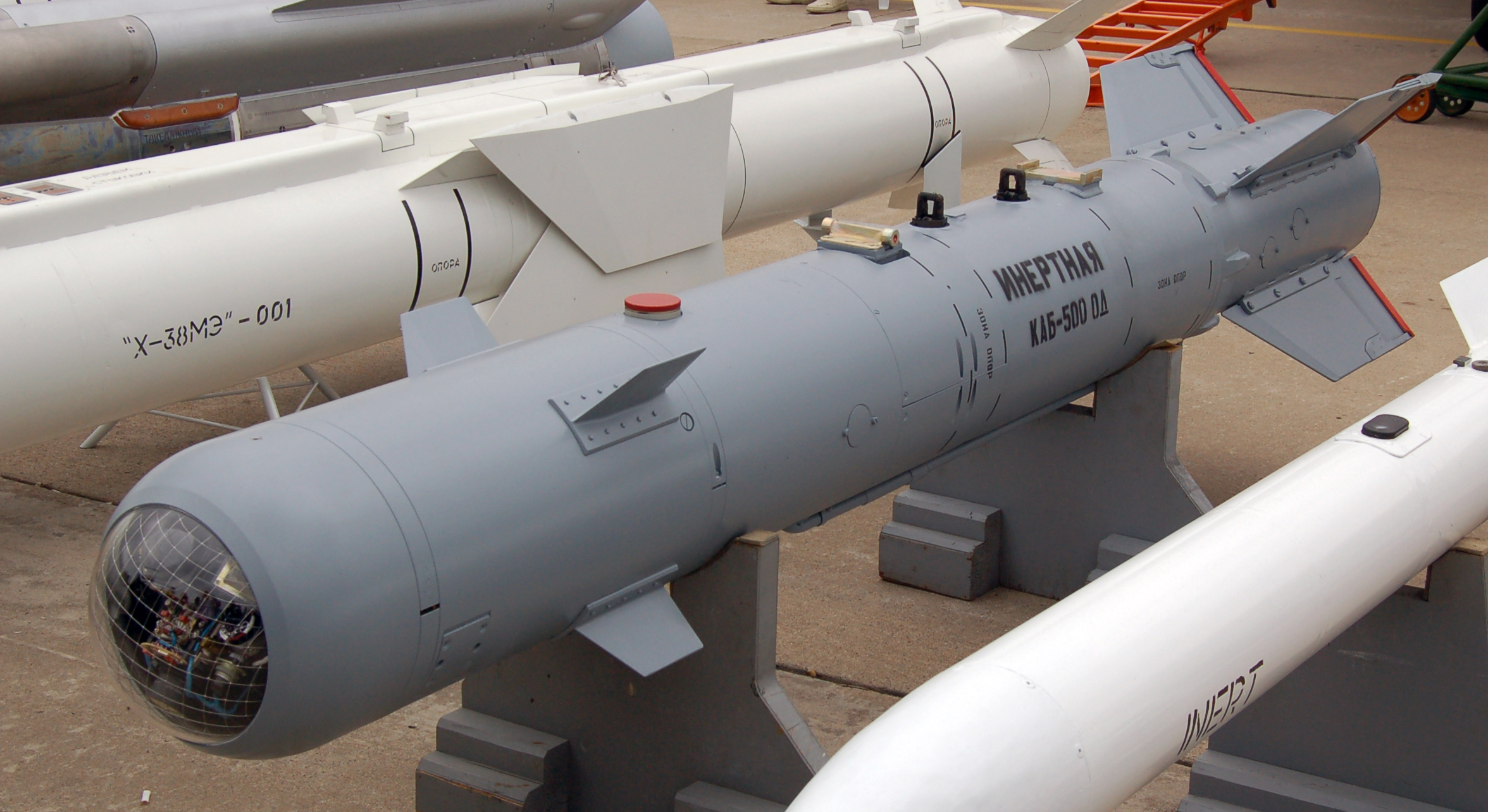
КАБ-500 — радянська керована авіаційна бомба калібром 500 кілограмів.

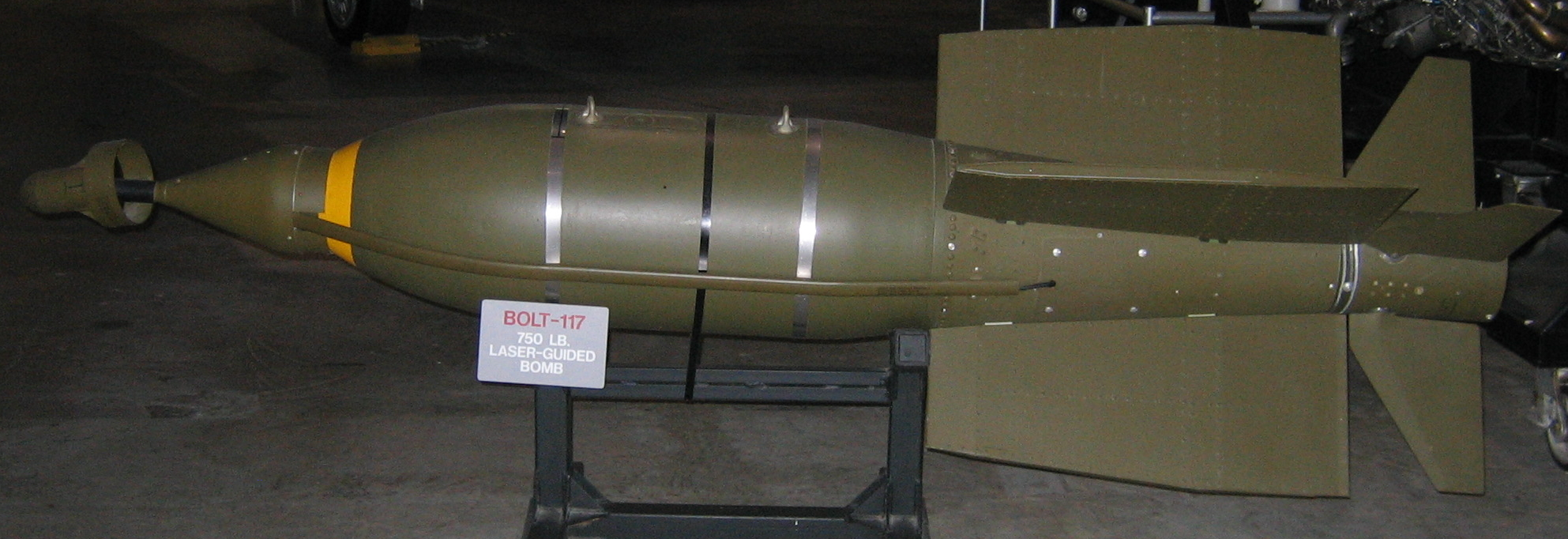
BOLT-117 — перша у світі бомба з лазерним наведенням.

Керована авіаційна бомба (КАБ) — один з видів авіаційних боєприпасів, авіаційна бомба, оснащена для підвищення влучання в ціль аеродинамічними поверхнями та системою наведення.
Створення керованих авіаційних бомб призвело до ретроактивного перейменування старих авіаційних бомб на некеровані або «тупі» бомби.

## Опис
Керовані (або - кореговані) авіаційні бомби є одним з основних видів високоточної зброї (ВТЗ), оскільки вони поєднують високу точність влучення, значну потужність бойової частини (БЧ). Про це свідчать статистичні дані про підвищення частки використання КАБ у локальних війнах та конфліктах. Так, якщо під час війни у В'єтнамі і в Південно-Східній Азії (1966—1975) при проведенні бомбардувань (1966—1973) ця частка становила близько 1 %, то в період бойових дій багатонаціональних сил проти Іраку в 1991 році (операція «Буря в пустелі») вона зросла до 8 %, досягнувши вже приблизно 35 % при проведенні операції країн НАТО «Союзна сила» проти Югославії з 24 березня по 20 червня 1999 року і близько 70 % у ході військової операції США і їхніх союзників проти Іраку в 2003 році.

## Типи КАБ
- з радіокомандним наведенням;
- з телевізійним наведенням;
- з інфрачервоним самонаведенням - КІВ порядку декількох десятків метрів;
- з лазерним наведенням - КІВ менше десятка метрів;
- з GPS-приймачом поліпшеної точності (JDAM) - КІВ близько десятка метрів.
- російські - з ГЛОНАСС-приймачем поліпшеної точності (КАБ-500С) - КІВ близько десятка метрів.

## Історія

### Друга світова війна
Під час війни в Іспанії Люфтваффе зіштовхнулось із труднощами при враженні рухомих кораблів. Після цього, з 1938 року, німецький інженер Макс Крамер проводив досліди із встановлення радіокерування на некеровані авіабомби. Зрештою це призвело до створення першої планерної бомби Fritz X, призначеної для знищення броньованих кораблів. Вона мала вагу близько 1500 кг, запускалась із висоти 5500 м та мала запускатись із дистанції близько 5 км. Керування здійснювалось неперервно оператором з літака; спочатку це було радіокерування (MCLOS), а пізніше — дротове, після виявлення можливостей РЕП Союзників. Вперше застосована 21 липня 1943, ця бомба разом з протикорабельною ракетою Henschel Hs 293 (розробка якої починалась з крилатої бомби) була одним із перших прикладів бойового керованого озброєння. У вересні 1943 року двома бомбами Fritz X потопили новітній італійський лінійний корабель «Рома», а пізніше американський крейсер «Саванна».
Найближчими еквівалентами союзників були 454 кг керовані бомби VB-1 Azon, що застосовувались з 1944 року та післявоєнні VB-3 Razon та ASM-A-1 Tarzon. Особливо цікавою була крилата бомба Флоту США з активною радіолокаційною ГСН ASM-N-2 Bat, котра використовувалася на Тихоокеанському театрі війни; вона є першою в історії повністю автоматизованою системою, або ж «вистрілив — забув». На початку 1960-х років були створені КАБ з телевізійним і в другій половині 1960-х рр. з напівактивним лазерним самонаведенням.

### Російсько-українська війна
Керовані авіаційні бомби під час повномасштабного російського вторгнення застосовували обидві сторони. Зокрема, Україна отримала від партнерів та успішно застосовувала комплекти JDAM-ER. Росія застосовує модулі планування і корекції (УМПК) з авіаційними бомбами ФАБ-500М62 та комплекси «Гром». В 2024-2025 роках і на теперішній момент Росія застосовує до 15-30 од. КАБів і даже в одному адміністративному районі України за добу.